# Dolmens de Mané-Kerioned
Les dolmens de Mané-Kerioned sont un ensemble de trois dolmens à couloir situés à Carnac dans le département français du Morbihan.

## Historique
Le site a été fouillé pour la Société polymathique du Morbihan en 1866, les dolmens sont alors mentionnés sous le nom de « dolmens de Kiaval A, B, et C ». Ces trois dolmens sont classés aux Monuments Historiques depuis 1889. Les dolmens de Mané Kerioned ont en fait été classés deux fois la même année : une première fois en tant que tels et une seconde fois avec leur voisin le dolmen de Kériaval. Zacharie Le Rouzic restaure le site en 1899 et 1901. 
En 1922, lors d'une troisième restauration, Le Rouzic découvre dans le corps du tumulus une dalle comportant deux gravures en creux de haches emmanchées,.

## Description
« Avant les fouilles, les trois dolmens étaient à peu près complètement enfouis jusqu'aux tables » « englobés dans le même tumulus allongé dont, dont la base était limitée par de gros blocs »,. Il s'agit de trois dolmens à couloir. L'orientation des trois tombes forme un ensemble original : les dolmens n°1 et n°2 ouvrent au sud alors que le dolmen n°3 , placé au centre du tumulus désormais disparu, leur est perpendiculaire et ouvre à l'est. 

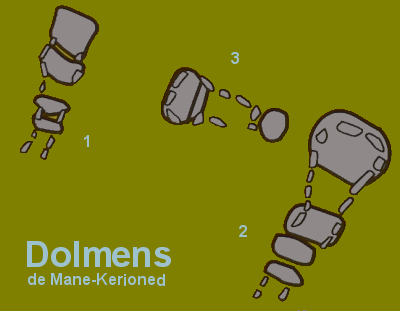
Plan du site de Mané-Kerioned.

Le dolmen A (n°1) est délimité par treize orthostates et comporte quatre table de couverture. Toutes les dalles sont en granite. Le dolmen mesure 8,50 m de longueur dont plus de 6 m pour le couloir (1,60 m de large en moyenne). La chambre mesure 2,30 m de large avec une hauteur sous dalle de 2 m. Le sol du dolmen est recouvert d'un dallage grossier en pierres plates reposant sur un lit de galets.
Le dolmen B (n°2) est le plus grand des trois. Il est délimité par vingt-quatre orthostates et comporte quatre table de couverture. Le dolmen mesure 10 m de longueur. La chambre est de forme quadrangulaire (environ 3,35 m de côté) et sa hauteur sous dalle est de 2 m. Comme dans le dolmen A, le sol est recouvert d'un dallage grossier en pierres plates reposant sur un lit de galets. Huit orthostates comportent des gravures. En 1868, Dryden mentionnait y avoir constaté la présence de peinture jaune et blanche au creux des orthostates n°16 et 17 mais des analyses réalisées en 2004 ont invalidé cette hypothèse en montrant que ces colorations comportaient des éléments chimiques (plomb, zinc, baryum) issus de matériaux modernes, or l'on sait que dès 1866 ces gravures avaient fait l'objet de moulages par Abel Maître pour le compte du Musée d'Archéologie nationale.
Le dolmen C (n°3) comporte neuf orthostates et l'ensemble est recouvert de trois tables de couverture. Il mesure 6 m de longueur sur 2,20 m de largeur. Sa hauteur sous dalle n'est que de 0,70 m. Le sol du dolmen est intégralement recouvert par trois larges dalles.

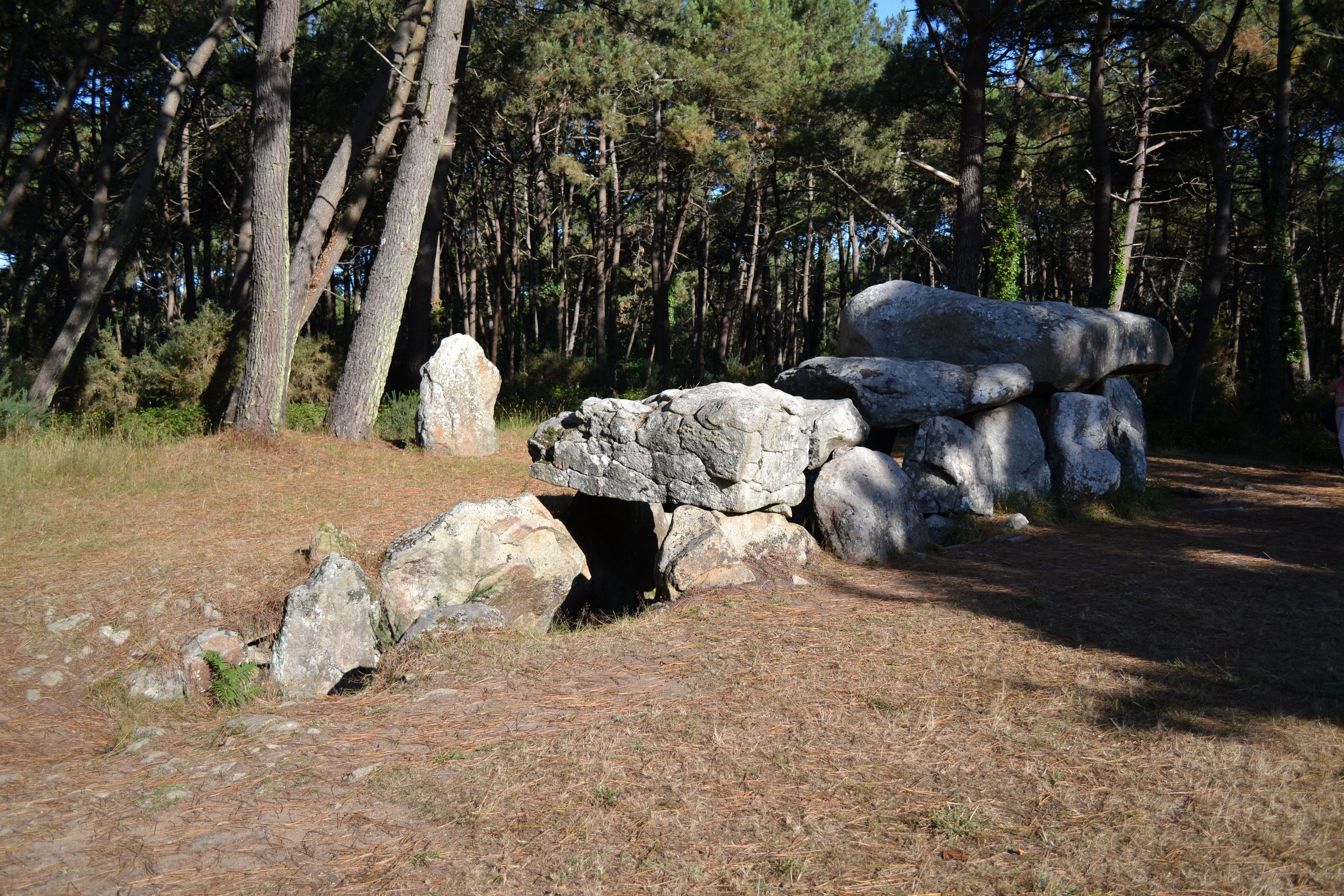
Dolmen A.
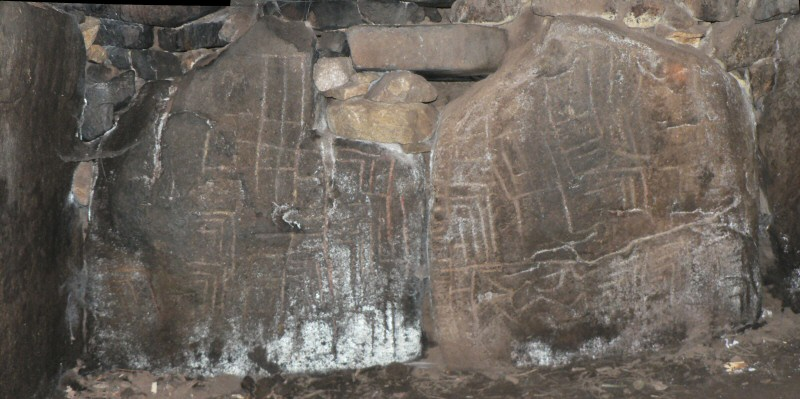
Dolmen B : orthostates n°16 et 17.
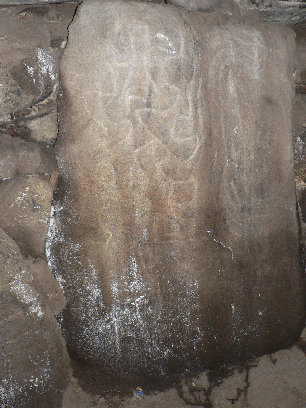
Dolmen B : gravures sur les piliers du couloir.
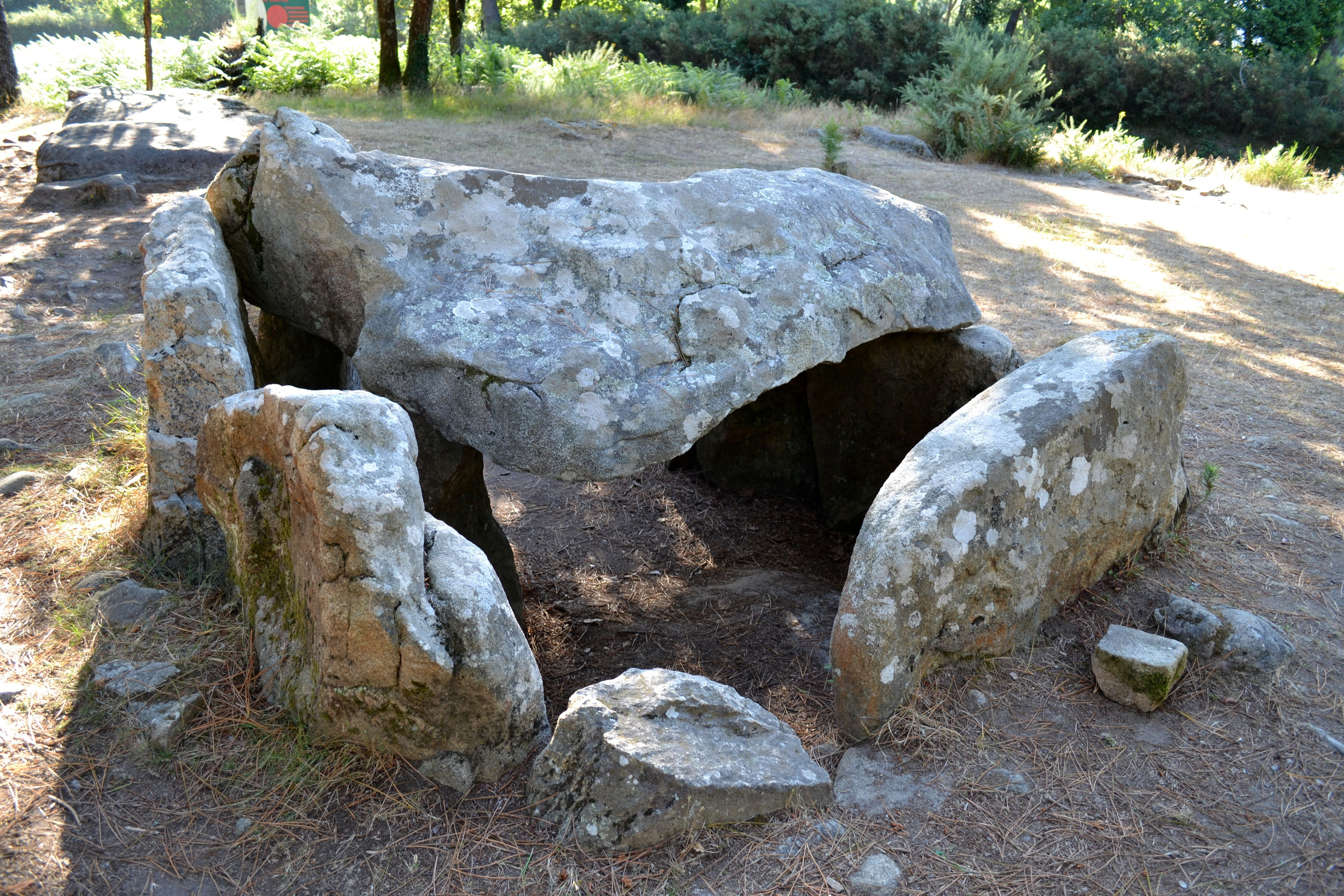
Dolmen C

## Matériel archéologique
En 1866, le dolmen A renfermait une épaisse couche de terre mélangée d'une grande quantité de charbons de bois où les fouilles recueillirent de très nombreux fragments de diverses poteries , deux grains en terre cuite percés de type fusaïole, un petit mobilier lithique (1 petite hache en fibrolithe, 5 silex taillés, 1 pointe de flèche, 1 fragment de quartz) et une pierre en calcaire incluant des fossiles de coquillages. Le matériel archéologique trouvé dans le dolmen B comprend des fragments osseux, deux grains en terre cuite (1 percé de couleur rougeâtre, 1 lustré de couleur noirâtre) et un rognon en quartz rouge. Le dolmen C n'a livré que quelques poteries et un couteau en silex.  
L'ensemble du mobilier archéologique découvert est conservé dans les collections de la Société polymathique. 

## Folklore
L'appellation toponymique locale Mané-Kerioned signifiant littéralement « la butte aux lutins » fait référence au folklore breton qui fait des dolmens les maisons des Korrigans, appelés Kerions dans cette région morbihannaise.

### Reconstitution 3D
- Site de Mané-Kerioned (construit par photogrammétrie)
- Dolmen A
- Dolmen B
- Dolmen C